# マンダリン (官僚)

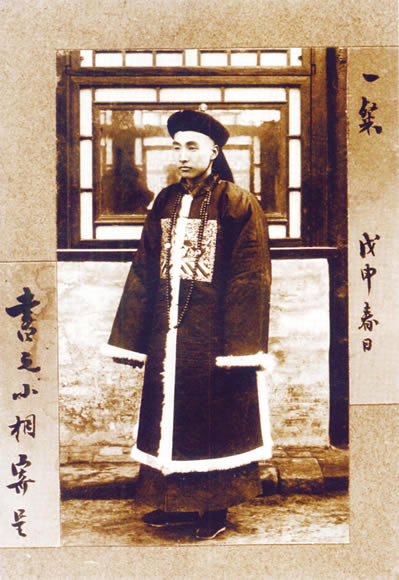
清朝の官僚

官僚のマンダリン (Mandarin) とは、中国（主に明朝から清朝）やベトナムの官僚を、西洋人が呼んだ語である。

## 語源
英語の「Mandarin」とは、元々はポルトガル語の「命令者」や「大臣」を意味する語「mandarin」（現代はmandarimと表記）であり、さらに遡るとサンスクリットの「Mantri」（指導者）に由来しており、元来はマラッカ王国の建国の功臣の子孫である貴族階層をこう呼んでいたものがポルトガル語に取り入れられたものである。福澤諭吉訳の英語、広東語、日本語単語帳である『増訂華英通語』も「Mandarin」の語に「府官（ヤクニン）」との訳語を付けている。
北京官話も西洋語圏では「マンダリン」と呼ばれているが、これは言語が多様な中国において、地方出身者を含めた官吏が役所で使う共通語だったからである。
異説として、満洲人の官僚を意味する「滿大人」(Mǎn dàrén, マンダーレン) の音読みという説があるが、Mandarinは1636年の清国成立以前から使われている語である。